# Куцаровци
Куцаровци е село в Северна България. Намира се в община Велико Търново, област Велико Търново.
Към 1934 г. селото има 180 жители. Според преброяването през 2021 г. в него живеят 4 души. Влиза в землището на село Плаково.